# شوتو ياماموتو
شوتو ياماموتو (باليابانية: 山本 脩斗) (1 يونيو 1985 في موريوكا في اليابان – )؛ هو لاعب كرة قدم ياباني سابق كان يلعب كمدافع.

## وصلات خارجية
- شوتو ياماموتو على موقع الاتحاد الدولي (مؤرشف)  (الإنجليزية)
- شوتو ياماموتو على موقع رابطة كرة القدم اليابانية للمحترفين (اليابانية)
- شوتو ياماموتو على موقع قاعدة بيانات كرة القدم.إي يو (الإنجليزية)
- شوتو ياماموتو على موقع ناشيونال فوتبول تيمز (الإنجليزية)
- شوتو ياماموتو على موقع Soccerway.com (الإنجليزية)
- شوتو ياماموتو على موقع عالم كرة القدم.نت (الإنجليزية)
- شوتو ياماموتو على موقع كووورة
- شوتو ياماموتو على موقع AS.com (الإسبانية)